# ضربه‌گیر (قایقرانی)

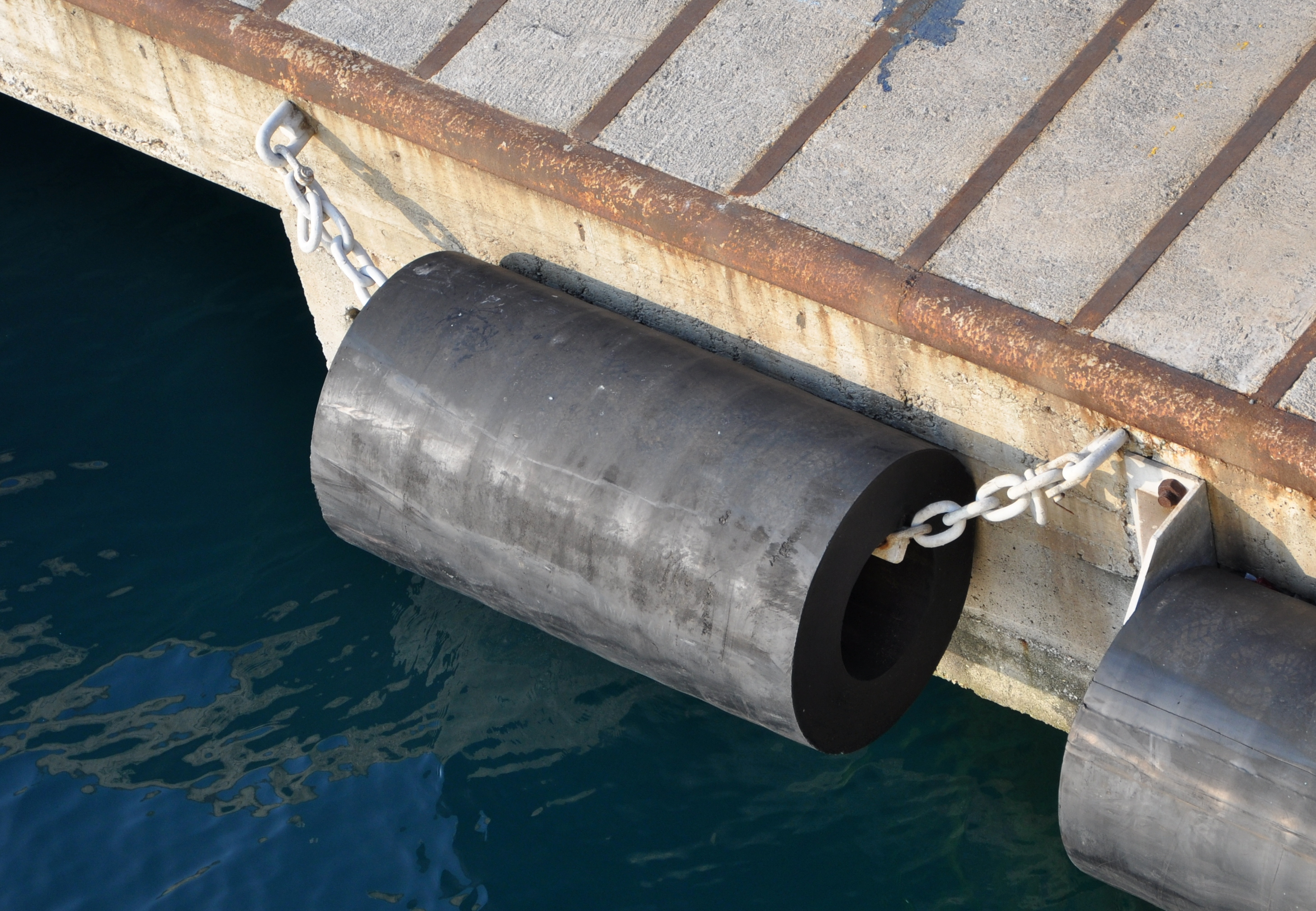

ضربه‌گیر یا فندر (انگلیسی: Fender) عنوان ضربه گیرهای لاستیکی یا چوبی در انواع مختلف است که در اسکله‌ها در محل برخورد شناور و اسکله بکار می‌رود که اصطلاحاً به آن، فندر یا ضربه‌گیر می‌گویند. فندر یا ضربه گیر موجب می‌شود تا از برخورد مستقیم دو جسم صلب جلوگیری کند. فندرها ممکن است روی کشتی، روی اسکله، پانتون، لنج و.. نصب شوند. در گذشته فندرها به صورت طناب‌های بافته شده‌استفاده می‌شد اما امروزه از جنس لاستیک با پوشش چند لایه و با بافت نخ در لایه‌های فندر استفاده شود.